# 진한
진한(辰韓)은 기원전 1세기 경부터 기원후 3세기 무렵 한반도 남부에 있던 삼한(三韓)의 하나로서 고대 한반도의 토착 세력이었던 진(辰)을 계승한 부족 국가이다. 지금의 강원도 영월군, 삼척시, 태백시를 포함한 영동 남부 지역 일부와 경상북도 전 지역으로, 동해에 접하고, 서쪽은 마한(馬韓), 남쪽은 변한(弁韓)에 접해 있었다. 모두 12개의 국가로 되어 있었으며, 사로국이 이들을 병합하여 신라(新羅)가 되었다.

## 형성
《삼국지》, 《후한서》 및 《후한서》를 인용한 《삼국유사》에 의하면, 진한은 중국 진(秦)에서 한반도로 옮겨온 유민인데, 마한이 동쪽의 땅을 분할하여 이들을 살게 하였다고 한다. 또한
- 三國史記 卷第一 新羅本紀 第一 赫居世 居西干 三十八年春二月 (기원전 20년 2월 (음)) 《삼국사기》의 기록에는 예전에 중국인들이 진(秦)의 난리를 괴로워하여 동쪽으로 온 자들이 많았다. [이들 중] 마한 동쪽에 자리잡고 진한(辰韓)과 뒤섞여 산 경우가 많았다. 이때에 이르러 점점 번성하자 마한이 이를 싫어하여 책망한 것이다. (前此, 中國之人, 苦秦亂, 東來者衆. 多處馬韓東, 與辰韓雜居. 至是寖盛, 故馬韓忌之, 有責焉.)[1]로 되어 있는데, 요약하자면 중국인들이 마한의 동쪽으로 대거 이주하여 점점 번성하자 마한이 이를 꺼려했다는 내용이다.
- 北史 列傳 新羅 新羅者, 其先本辰韓種也. 《북사》의 기록에는 新羅(신라)는 그 선조가 본래 辰韓(진한)의 종족이었다. 그 땅은 高[句]麗(고구려) 동남쪽에 있는데, 漢나라 때의 樂浪 지역이다. 辰韓(진한)을 秦韓(진한)이라고도 한다. 대대로 전해오는 말에 의하면 秦(진)나라 때 流亡人(유망인)들이 役(노역)을 피하여 [馬韓(마한)으로] 가자, 馬韓(마한)에서는 그 동쪽 지경을 분할하여 그들을 살게 하고, 그들이 秦(진)나라 사람인 까닭에 그 나라 이름을 秦韓(진한)이라 하였다고한다. 그들의 언어와 물건 이름은 중국 사람이 쓰는 것과 비슷하니 나라(國)를 邦이라 하고, 활(弓)을 弧, 도둑(賊)을 寇, 연회석에서 술잔을 돌리는 것(行酒)을 行觴이라 한다. 서로 부르는 데는 모두 徒라고 하여 馬韓(마한)과 같지 아니하다. (新羅者, 其先本辰韓種也. 地在高麗東南, 居漢時樂浪地. 辰韓亦曰秦韓. 相傳言秦世亡人避役來適, 馬韓割其東界居之, 以秦人, 故名之曰秦韓. 其言語名物, 有似中國人, 名國爲邦, 弓爲弧, 賊爲寇, 行酒爲行觴, 相呼皆爲徒, 不與馬韓同.)[2]로 되어 있는데, 요약하자면, 신라의 선조인 진한은 중국 진나라에서 노역을 피하여 도망 온 사람들로서 마한과 언어가 달랐으며 중국사람과 언어가 비슷하다는 것이다.
- 중국정사조선전 > 北史 > 列傳 > 新羅 > 《북사》의 기록에는 해석상 논란이 되는 구절이 있는데, ○ 일설에 의하면 魏나라 장수 毋丘儉이 고[구]려를 토벌하여 격파하니, [고구려인들은] 沃沮로 쫓겨 갔다가 그 뒤 다시 고국으로 돌아갔는데, [이 때에 따라가지 않고] 남아 있던 자들이 마침내 新羅를 세웠다고 한다. [신라는] 斯盧라고도 한다. (○ 或稱魏將毋丘儉討高麗破之, 奔沃沮, 其後復歸故國, 有留者, 遂爲新羅, 亦曰斯盧.)[3]라는 구절이다. 이와 해석을 달리하여 이 기록의 주제는 신라에 중국인들이 살게 된 원인에 대한 분석이고 奔(분)의 주된 의미는 도망가다가 아니라, 힘차게 계속하여 달렸다이므로 신라의 선조는 고구려인이 아니라 관구검의 예하부대라고 주장하는 사람들이 있다. 이들은 해당 구절을, 〈혹은 (신라에 중국인들이 사는 이유를) 이렇게 말하기도 한다. (246년) 위나라 장수 관구검이 고구려를 토벌할 때 고구려를 격파하고 옥저까지 힘차게 계속(繼續)하여 달렸다. 그 후 고국으로 돌아갔으나 돌아가지 않고 남은 자들이(관구검의 예하부대가) 있어 마침내 신라가 되었다. ‘사로’라고도 한다.〉로 해석하는데 논란이 있다. 참고적으로 갈족이 처음 한반도에 등장한 것은, 서기 3세기경으로 관구검이 고구려에 침략했을 때 그 예하부대에 갈족, 말갈족이 있었고, 유연을 죽이고 후조를 세운 석륵(石勒)도 갈족이었다는 주장이 있다.
  - 北史 卷九十四 列傳 第八十二 《북사》新羅에 初附庸于百濟 라는 기록[4]이 있는데, 신라는 초기에 백제에 부용되어 있었다는 의미로서 여기서 부용은 속국이라는 의미라고 한다.
  - 梁書 東夷列傳 新羅 《양서》에 신라는 百濟(백제)의 동남쪽 5천여리 밖에 있다. 동으로는 큰 바다와 沿해 있고, 남북으로는 [高]句驪·百濟(고구려 · 백제)와 접하고 있다. 나라가 작아서 독자적으로 사신을 파견할 수 없었다. 普通 2년(A.D. 521; 新羅 法興王 8)에 姓(성)은 募(모), 이름은 秦(진)인 [신라]왕이 처음으로 사신을 파견하였는데, 백제를 따라와 방물을 바쳤다.(其國在百濟東南五千餘里. 其地東濱大海, 南北與句驪·百濟接. 其國小, 不能自通使聘. 普通二年, 王姓募名秦, 始使使隨百濟奉獻方物.)[5]라는 기록이 있다.

반면에, 《삼국사기》 〈신라본기〉의 기록에는 진한의 소국 중 하나인 사로국(斯盧國)의 원 거주민들이 고조선의 유민으로 기록되어 있으며, 실제로 발굴되는 유물의 양상도 고조선 계통으로 나타난다. 이 때문에 일반적으로 진한(辰韓)은 고조선 계통의 종족으로 이해되고 있다. 진한의 12국은 진왕(辰王)에게 소속되어 있었는데, 진왕(辰王)은 마한 사람이 대대로 이어갔다고 한다. 이를 두고 마한의 진왕(辰王)이 진한 12국의 종주권을 가지고 있는 것이라고 보는 견해가 있고, 진한(辰韓)의 지배자인 진왕이 따로 존재했다고 보는 견해 가 있다.
진한은 초기에는 마한의 통제를 받았고, 마한이 망한 뒤에는 사로국의 통제를 받았다. 그 통제는 소극적으로 (i) "신수두"의 건설과 (ii) '신한' 칭호 쓰는 것을 허락하지 않으며, 적극적으로 (i)해마다의 조알(朝謁)과 (ii) 토산물의 진공(進貢)을 행하는 것이었다. 그러나, 3세기 무렵부터 중국에 독자적으로 사신을 보내기도 하는 등 소국 연맹체의 세력이 크게 신장하였다. 이후 경주의 사로국을 중심으로 복속되며 신라로 성장한 것으로 보인다.
『삼국지』의 "진한은 옛 진국이다."라는 기록이 고고학적 발굴결과에 부합한다는 견해가 있다. 목지국의 활동 범위와 관련 가능성이 큰 유개대부토기 분포권이 경기 남부부터 금강 중상류지역에 밀집분포하며(약 80%), 낙동강 동안지역에도 일부 확인되는데(약 20%), 전자는 목지국, 후자는 진한 지역과 크게 다르지 않다. 목지국 진왕이 진국과 모종의 관계가 있었을 것이라는 점에서 청동기시대 중기의 문화접변지역과 원삼국시대 중서부 지역의 유개대부토기 분포권은 각각 진국과 목지국의 영향권을 표징하는 것으 로 볼 수 있을 것이다.
한편 5,6세기에 조성된 경상북도 의성 지역 고분에서 수발형 장식이 달린 백제식 금동관모가 출토된적이 있는데, 의성은 진한 소국중 하나인 조문국이 있었던 지역이다. 금동관모와 함께 경주지역 토기와 다른 의성을 중심으로 한 경북 북부지역에서 출토되는 '의성양식 토기' 등도 출토되었다. 삼국사기에 ‘조문국은 서기 185년 신라의 전신인 사로국 벌휴 이사금에 의해 정벌되었다’고 기록되어 있지만, 지역 사학자들은 당시 의성 일대의 진한이 신라에 의한 ‘멸망’이나 ‘합병’이 아니라 상당 기간 독자적인 세력이나 정치체제를 유지했으며, 그 과정에서 신라뿐만이 아닌 백제와도 교류했었다고 보고 있다.

### 진한 12개국
《삼국지》의 기록에 의하면, 진한을 이루는 12개의 소국은 사로국(斯盧國)(현재 경주시)·기저국(己柢國)(현재 경상북도 영주시 풍기읍)·불사국(不斯國)·근기국(勤耆國)(현재 경상북도 영일군 혹은 청도군)·난미리미동국(難彌理彌凍國)(현재 경상북도 의성군 단밀면)·염해국(冉奚國)(현재 경상남도 울산시)·군미국(軍彌國)·여담국(如湛國)·호로국(戶路國)·주선국(州鮮國)·마연국(馬延國)·우유국(優由國) 등이다. 이 중 큰 나라는 5 ~ 6천 가구 작은 나라는 6 ~ 7백 가구의 규모였다.
《삼국사기》에는 이 외에도 아래와 같이, 훗날 신라에 병합된 소국들의 이름이 등장한다.
- 음즙벌국 : 102년 병합
- 압독국: 102년 병합
- 실직곡국 : 104년 병합
- 초팔국 : 108년 병합
- 비지국 : 108년 병합
- 다벌국 : 108년 병합
- 소문국 : 185년 병합
- 감문국 : 231년 병합
- 골벌국 : 236년 병합
- 우유국 :
- 기저국 :
- 불사국 :

## 경제
토지가 비옥하고 산수가 수려하여 벼·보리·기장·조 등의 농업과 누에치기 ·길쌈 등을 힘써서 곡식과 옷감들을 생산하였다. 철전(鐵殿)을 사용하여 주변국과 무역을 하였다. 성(城)과 울타리가 존재하였다.

## 사회
마한과 언어가 달랐다. 단, 양서 제이열전에서는 진한이 사용하는 어휘가 중국 진나라 언어와 비슷하다고 해서 마한과 다르다고 애매하게 기록하고 있다. 이 기록에 의하면 마한과 진한은 언어 자체가 다른 게 아니라 사용하는 어휘가 차이가 있는 것이다. 또한 삼국사기 신라본기에는 진한 땅에 중국 진나라 유민들이 이주해오기 이전에는 진한의 토착민들이 살고 있었고, 진한의 토착민은 본래 마한과 언어가 통했을 가능성이 높다.
풍속이 유순하다. 어린 아이가 출생하면 곧 돌로 그 머리를 눌러서 납작하게 만드는 편두(褊頭) 풍속이 있어서, 머리가 납작하였다. 남녀에 구별이 있다.

## 문화
수렵에 능하고, 가무를 즐겼다.

## 참고 문헌 및 링크
- 진수(3세기), 《삼국지》 〈권30 오환선비동이전 中 진한전 (辰韓傳) 및 변진전(弁辰傳) 〉
- 일연 (1281). 〈권제1 왕력 제일(王曆第一)편 진한 조(條)〉. 《삼국유사》.
- 김광, 《대동사강(大東史綱)》, 대동사강사, 1926
- 신채호 (1931). 〈제4편 제4장 1.계립령 이남의 별천지〉. 《조선상고사》.
- 한국학중앙연구원 편, 한국민족문화대백과사전 "진한" 항목